# Rheotanytarsus additus
Rheotanytarsus additus är en tvåvingeart som först beskrevs av Oskar Augustus Johannsen 1932.  Rheotanytarsus additus ingår i släktet Rheotanytarsus och familjen fjädermyggor. Inga underarter finns listade i Catalogue of Life.